# سام واکر (بازیکن تنیس روی میز)
سام واکر (انگلیسی: Sam Walker؛ زادهٔ ۷ مهٔ ۱۹۹۵) یک بازیکن تنیس روی میز اهل بریتانیایی‌ها است.
وی در مسابقات کشوری و بین‌المللی در مجموع برنده ۱ مدال نقره، ۱ مدال برنز شده‌است.